# هيتوهيرا
هيتوهيرا (بالإنجليزية: Hitohira)‏ (باليابانية: ひとひら) بمعنى «الورقة التويجية - البتول» هي من سلسلة المانغا اليابانية كتبها وصورها المؤلف الياباني إيزومي كيريهارا. تم إصدار سلسلة المانغا هذه لأول مرة في مجلة المانغا اليابانية من نوع السينين «كوميك هاي» (بالإنجليزية: Comic High)‏ وذلك في 22 مارس 2004، من قبل الناشر فوتاباشا. وتم منح ترخيص التوزيع والنشر في أمريكا الشمالية لشركة أورورا للنشر.أصدر المجلد الأول والثاني في شهر أكتوبر وديسمبر من عام 2008 م على التوالي،
و الثالث في فبراير عام 2009 م.
بينما تم إصدار 7 مجلدات منها في اليابان، كما تم تحويل القصة إلى مسلسل أنمي عرضت حلقاته في اليابان ما بين 18 مارس 2007 و 13 يونيو 2007 وكانت على 12 حلقة مدة كل واحدة منها 24 دقيقة.

## القصة
تدور أحداث القصة حول فتاة خجولة اسمها موجي آساي والتي انضمت حديثا إلى أكاديمية كوماناكا للآداب، كانت محتارة بأمرها في أي ناد من نوادي وأنشطة الأكاديمية عليها المشاركة فيه ولكن وقبل أن تتخذ قرارها تجد نفسها منجرة في نادي مجتمع أبحاث الدراما لتصبح عضوا فيه بعد قيام أعضاء النادي والذين في سن التخرج بضمها إليهم خوفا من حل النادي لأن عددهم كان غير كاف لاستمراره، وتدور القصة حول المواقف والطرائف التي تحدث مع هيتوهيرا ونادي الدراما، خاصة وأنها فتاة خجولة، كثيرا ما تتلعثم بكلامها، عليها أن تواجه جمهور مشاهدي المسرح، بالإضافة إلى مواقف الوداع العاطفية في أواخر السنة الدراسية بسبب تخرج الأعضاء الكبار من الأكاديمية.

## الشخصيات

### جمعية الدراما والمسرح
- موغي آساي (باليابانية: 麻井麦، بالروماجي:  Asai Mugi)

مؤدية الصوت: أوري كيموتو
وهي الشخصية الرئيسية في هيتوهيرا فتاة خجولة جدًا ثقتها بنفسها منخفضة كثيرا، كلما واجهتها مشكلة ما تعتبرها مستحيلة الحل، ترغم على الانضمام لجمعية الدراما ولكنها تقرر فيما بعد البقاء فيه بعد أن اكتشفت تصميم ورغبة الأعضاء الكبار في بقائها معهم، كانت في بداية انضمامها فزعة جدا من كونها مركز اهتمام النادي، تتعرف وتتقرب من الفتاة نونو التي تتولى عملية مساعدتها والاهتمام بها، وتصمم نونو على تعليم موجي أصول النطق والكلام، ودائما ما تعمل على تهدئة وتشجيع موجي لإتمام مهامها الموكلة إليها، في حالات الإرهاق والتعب تدخل موجي في دوامة من الأوهام والتخيلات الكوميدية وترى نفسها في سيناريوهات غريبة وطريفة.
- نونو إيتشينوز (باليابانية: 一ノ瀬野乃، بالروماجي: Ichinose Nono)

مؤدية الصوت: أياكو كاواسومي
وهي رئيسة مجتمع أبحاث الدراما شخصيتها هادئة عادة وتعابير وجها مستقرة وغير متغيرة، تصبح مخيفة التصرفات عندما تغضب ولا يمكن للمرء الوقوف بوجهها عندما تكون بهذه الحالة، تعاني من مرض في حبالها الصوتية ويُمنَع عليها إرهاق نفسها خوفا من أن تفقد صوتها في وقت مبكر، كانت عضوا في نادي الدراما التي رئيسته ميراي ساكاكي، وكانت دائما ما تتجادل معها لأن ميراي كانت تريد منع نونو من التمثيل، تركت نونو نادي الدراما لتأسس بمساعدة كل من تاكاشي وريساكي نادي مجتمع أبحاث الدراما وذلك بسبب رغبتها وتصميمها على متابعة التمثيل.
- تاكاشي كاتاسوراجي (باليابانية: 桂木たかし، بالروماجي: Katsuragi Takashi)

مؤدي الصوت: كين ناريتا
وهو أحد المؤسسين الثلاثة لنادي مجتمع أبحاث الدراما شخصيته محببة وجذابة، يملك تصميما قويا بخصوص اهتماماته الدرامية والتمثيلية. تغرم به تشيتوسي كنّا العضو في نادي الدراما والتي غالبا ما تزوره أملا منها في التقرب إليه، تاكاشي فتى ذكي جدا كان ترتيبه في الامتحانات المتوسطة الخامس والعشرون على دفعته، يعترف بشغفه وحبه لنونو أمام تشيتوسي أثناء قيامها بالاعتراف له بحبها له.
- ريساكي نيشيدا (باليابانية: 西田理咲، بالروماجي: Nishida Risaki)

مؤدية الصوت: كيوكو هيكامي
وهي أحد المؤسسين الثلاثة لنادي مجتمع أبحاث الدراما شخصيتها قوية جدا، دائما ما تأمر أخاها الأصغر كآي بالقيام بخدمة ومساعدة النادي، وهي لا تتوانى عن إظهار واستخدام العنف والقوة إن تطلب الأمر ذلك، ولكنها تخاف من نونو خاصة عندما تدخل الأخيرة في موجات الغضب المعروفة عنها.
- كآي نيشيدا (باليابانية: 西田甲斐، بالروماجي: Nishida Kai)

مؤدي الصوت: دايسكي كيشيو
وهو الأخ الأصغر لريساكي والعضو الأخير في مجتمع أبحاث الدراما، أرغم بعد إجبار أخته له على دخول النادي في نفس توقيت انضمام موجي للنادي، لذلك نشأت بينه وبين موجي صداقة قوية خاصة وأن الاثنان لا يرغبون فعليا بهذا النادي ولاحقا تتحول مشاعر الصداقة لدى كآي لموجي إلى حب لها، يقوم كآي بالكثير من الأعمال والخدمات للنادي على حساب وقته الخاص بسبب إجبار أخته له على القيام بذلك.

### نادي الدراما
- ميراي ساكاكي (باليابانية: 榊美麗، بالروماجي: Sakaki Mirei)

مؤدية الصوت: ساتسكي يوكينو
وهي رئيسة نادي الدراما تتميز شخصيتها بالجدية ولديها كاريزما تستطيع من خلالها إملاء أوامرها على أعضاء النادي، هي في تنافس مستمر مع نونو صديقتها المقربة والتي تعرفت عليها منذ سنتين، قامت ميراي بضم نونو إلى ناديها بعد أن لاحظت اهتمامها بالقراءة وانعزاليتها وهي تكن مشاعر حميمة لنونو بحسب رأي تاكاشي والذي استكشف هذا عندما كان يخبرها بحادثة رفض نونو لمشاركتها التظلل بالمظلمة معه، وتخاف ميراي على نونو بسبب مرضها ولكنها لا تبدي لها هذا الخوف وإنما تحاول أن تعمل على منعها من التمثيل.
- تشيتوسي كانّا (باليابانية: 神奈ちとせ، بالروماجي: Kanna Chitose)

مؤدية الصوت: إيمي يابوساكي
وهي طالبة من السنة الأولى وعضو جديد في نادي الدراما. عندها شخصية بارزة جدا وأخبرت بأنها جريئة جدا في أعمالها. على الرغم من أنها عضو في نادي الدراما إلا أنها تساعد نادي مجتمع أبحاث الدراما في أغلب الأحيان بالمهام الصغيرة بغية التقرب من تاكاشي وتحفز موجي وتشجعها كلما اقتضى الأمر ذلك، تكن لتاكاشي بمشاعر حب وتشجعه في تمارينه وتجاربه على المسرح، لقبت موجي بموجي شوكو وكانت تحمل هي لقب أورينال الذي أعطتها إياه كايو، وبالرغم من صد تاكاشي لها إلا أنها تبقى من مشجعاته.
- هاروكو تاماكي (باليابانية: 玉城春子، بالروماجي: Tamaki Haruko)

مؤدية الصوت: كانا أويدا
- ساتشي أياسي (باليابانية: 綾瀬幸枝، بالروماجي: Ayase Sachie)

مؤدية الصوت: أيومي تسونيماتسو
- شينجي كينو (باليابانية: 木野信二)

- هيبيكي كاواساكي (باليابانية: 川崎響، بالروماجي: Kawasaki Hibiki)

مؤدي الصوت: آكيكو تاناكا
- مينورو ياماغوتشي (باليابانية: 山口実)

- ساداجي واكوي (باليابانية: 和久井貞冶، بالروماجي: Wakui Sadaji)

مؤدي الصوت: جين دومون

### شخصيات أخرى
- كايو توياما (باليابانية: 遠山佳代، بالروماجي: Tōyama Kayo)

مؤدية الصوت: ميهو مياغاوا
وهي صديقة موجي والتي تعرفت عليها منذ أن كانوا في المدرسة. تشجع موجي بالتحلي بثقة أكبر بنفسها وتحاول إعطائها الكثير من التشجيع خلال تجارب الأداء المقامة من قبل نادي مجتمع أبحاث الدراما، تحب كايو التصوير الضوئي وهي عضو في نادي التصوير الضوئي في المدرسة، تحب أخذ الصور لموجي وأعضاء مجتمع أبحاث الدراما وبعد أن تنهي عامها الأول مع موجي تنتقل من اليابان لأنها تريد متابعة دراستها في التصوير الضوئي في الخارج.
- كيوسوكي تاكيدا (باليابانية: 武田京介، بالروماجي: Takeda Kyōsuke)

## وصلات خارجية
- الموقع الرسمي (باليابانية)
- موقع شبكة أخبار الأنمي - هيتوهيرا (مانغا) - باللغة الإنكليزية
- موقع شبكة أخبار الأنمي - هيتوهيرا (عرض تلفزيوني) - باللغة الإنكليزية

هيتوهيرا على موقع IMDb (الإنجليزية)
- هيتوهيرا على موقع فيلمافينيتي (الإسبانية)
- هيتوهيرا على موقع كينوبويسك (الروسية)
- هيتوهيرا على موقع قاعدة بيانات الفيلم (الإنجليزية)
- هيتوهيرا على موقع ANN manga (الإنجليزية)